# Rumpe göl
Rumpe göl är en sjö i Tingsryds kommun i Småland och ingår i Mörrumsåns huvudavrinningsområde.